# فیلیپ بونن
فیلیپ بونن (فرانسوی: Philippe Bonnin‎؛ زادهٔ ۳۰ آوریل ۱۹۵۵) شمشیرباز اهل فرانسه است.
وی در مسابقات کشوری و بین‌المللی در مجموع برندهٔ ۱ مدال طلا شده‌است.